# Гуксхаген
Гуксхаген (њем. Guxhagen) општина је у њемачкој савезној држави Хесен. Једно је од 27 општинских средишта округа Швалм-Едер. Према процјени из 2010. у општини је живјело 5.307 становника. Посједује регионалну шифру (AGS) 6634008.

## Географски и демографски подаци
Гуксхаген се налази у савезној држави Хесен у округу Швалм-Едер. Општина се налази на надморској висини од 225 метара. Површина општине износи 26,2 km². У самом мјесту је, према процјени из 2010. године, живјело 5.307 становника. Просјечна густина становништва износи 203 становника/km².